# Paul Feig
Paul S. Feig (født 17. september 1962) er en amerikansk filminstruktør, filmproducer, skuespiller og manuskriptforfatter. Feig er bedst kendt for at skabe det kritikerroste show, Freaks and Geeks og instruere flere episoder af The Office. Feig har været nomineret til to Emmy Awards for at skrive på Freaks and Geeks og tre for instruktionen på The Office.

## Filmografi

### Film
| 2003 | I Am David                     | Ja | Nej        | Ja  |
| 2006 | Unaccompanied Minors           | Ja | Nej        | Nej |
| 2011 | Bridesmaids                    | Ja | Ja (exec.) | Nej |
| 2013 | The Heat                       | Ja | Ja (exec.) | Nej |
| 2015 | Spy                            | Ja | Ja         | Ja  |
| 2016 | Ghostbusters                   | Ja | Ja (exec.) | Ja  |
| 2018 | A Simple Favor                 | Ja | Ja         | Nej |
| 2019 | Last Christmas                 | Ja | Ja         | Nej |
| 2022 | The School for Good and Evil   | Ja | Ja         | Ja  |
| 2024 | Jackpot                        | Ja | Ja         | Nej |
| TBA  | Untitled A Simple Favor sequel | Ja | Ja         | Nej |

#### Kun som producer
| År   | Titel             | Noter              |
| ---- | ----------------- | ------------------ |
| 2015 | The Peanuts Movie |                    |
| 2017 | Snatched          |                    |
| 2019 | Someone Great     |                    |
| 2020 | Holler            | Executive producer |

#### Skuespiller
| 1987 | Zombie High                        | Emmerson                    |                             |
| 1987 | Three O'Clock High                 | Hall Monitor                |                             |
| 1990 | Ski Patrol                         | Stanley                     |                             |
| 1990 | Zoo Radio                          | Chester Drawer              | credited as Skylar Billings |
| 1994 | Naked Gun 33 1⁄3: The Final Insult | Oscar Audience Member       |                             |
| 1995 | The TV Wheel                       | Various                     |                             |
| 1995 | Heavyweights                       | Tim The Camp Counselor      |                             |
| 1996 | That Thing You Do!                 | KMPC D.J.                   |                             |
| 1996 | My Fellow Americans                | Reporter #2                 |                             |
| 1997 | Life Sold Separately               | Clark                       |                             |
| 1997 | Statical Planets                   | Renfester                   |                             |
| 2000 | Bad Dog                            | Messenger                   | Short film                  |
| 2002 | Stealing Harvard                   | Electrician                 |                             |
| 2003 | I Am David                         | American Man                |                             |
| 2007 | Knocked Up                         | Fantasy Baseball Guy        |                             |
| 2007 | Walk Hard: The Dewey Cox Story     | Different DJ                | Uncredited                  |
| 2011 | Bad Teacher                        | Dad at the Car Wash         |                             |
| 2011 | Bridesmaids                        | Fyr til bryllup             | Ukrediteret                 |
| 2013 | The Heat                           | Doctor                      | Ukrediteret                 |
| 2015 | Spy                                | Fuld gæst på parisisk hotel | Ukrediteret                 |
| 2017 | Ferdinand                          | Picador (stemme)            |                             |
| 2018 | Song of Back and Neck              | Dr. Street                  |                             |

### Tv
| År        | Titel                                 | Instruktør | Producer   | Manuskriptforfatter | Noter |
| --------- | ------------------------------------- | ---------- | ---------- | ------------------- | --- |
| 1999–2000 | Freaks and Geeks                      | Ja         | Nej        | Ja                  | Also creator and producer; 18 episoder Episode directed: "Discos and Dragons" Episodes written: - "Pilot" - "Tricks and Treats" - "Carded and Discarded" - "Girlfriends and Boyfriends" - "Looks and Books" - "Discos and Dragons"                                          |
| 2001      | Undeclared                            | Ja         | Nej        | Nej                 | Episode: "Oh, So You Have a Boyfriend?" |
| 2004–2005 | Arrested Development                  | Ja         | Nej        | Nej                 | Episodes: - "Whistler's Mother" - "Let 'Em Eat Cake" - "Switch Hitter" - "Burning Love" - "Ready, Aim, Marry Me" - "The Cabin Show" - "The Ocean Walker" |
| 2005–2007 | Weeds                                 | Ja         | Nej        | Nej                 | Episodes: - "The Punishment Lighter" - "He Taught Me How to Drive By" - "Risk" |
| 2005–2011 | The Office                            | Ja         | Ja (exec.) | Nej                 | Episodes directed: - "Office Olympics" - "Halloween" - "Performance Review" - "E-mail Surveillance" - "Survivor Man" - "Dinner Party" - "Goodbye, Toby" - "Weight Loss" - "The Surplus" - "Moroccan Christmas" - "New Boss" - "Dream Team" - "Niagara" - "Goodbye, Michael" |
| 2007      | 30 Rock                               | Ja         | Nej        | Nej                 | Episode: "Cleveland" |
| 2007      | Mad Men                               | Ja         | Nej        | Nej                 | Episode: "Shoot" |
| 2009      | Parks and Recreation                  | Ja         | Nej        | Nej                 | Episode: "Pawnee Zoo" |
| 2009      | Bored to Death                        | Ja         | Nej        | Nej                 | Episodes: - "Take a Dive" - "The Case of the Lonely White Dove" |
| 2009–2010 | Nurse Jackie                          | Ja         | Nej        | Nej                 | Episodes: - "Nosebleed" - "Ring Finger" - "Comfort Food" - "Twitter" - "Silly String" - "Monkey Bits" - "P.O. Box" - "Sleeping Dogs" - "What the Day Brings" - "Years of Service"                                                                                           |
| 2012      | Ronna and Beverly                     | Nej        | Ja (exec.) | Nej                 | 6 episodes |
| 2015      | Other Space                           | Nej        | Ja (exec.) | Ja                  | Skaber; 8 episodes Episode written: "Into the Great Beyond...Beyond" |
| 2018      | The Joel McHale Show with Joel McHale | Nej        | Ja (exec.) | Nej                 | 19 episoder |
| 2020–2021 | Zoey's Extraordinary Playlist         | Nej        | Ja (exec.) | Nej                 | 12 episoder |
| 2020–2021 | Love Life                             | Nej        | Ja (exec.) | Nej                 | 10 episodes |
| 2022      | Welcome to Flatch                     | Ja         | Ja (exec.) | Ja                  | Episodes directed: - "Pilot" - "Jesus Take The Wheel" - Dance It Out" |
| 2022      | Minx                                  | Nej        | Ja (exec.) | Nej                 | 10 episodes |
| TBA       | East of La Brea                       | Nej        | Ja (exec.) | Nej                 | 6 episodes |

#### Skuespiller
| 1986      | The Facts of Life                     | Ron                     | Episode: "The Ratings Game"                                                         |
| 1988–1989 | Dirty Dancing                         | Norman Bryant           | 11 episodes                                                                         |
| 1990      | thirtysomething                       | Focus Group Member      | Episode: "Pulling Away"                                                             |
| 1990      | It's Garry Shandling's Show           | Chester Bass            | Episodes: "The Proposal", "The Honeymoon Show" and "Chester Gets a Show"            |
| 1991      | Good Sports                           | Leash                   | Episodes: "Pros and Ex-Cons", "Electricity", "The Return of Nick" and "A Class Act" |
| 1991      | Get a Life                            | Mark                    | Episode: "Chris Becomes a Male Escort"                                              |
| 1992      | Deep Dish TV                          | Unknown                 | Television film                                                                     |
| 1992–1993 | The Edge                              | Various                 | 7 episodes                                                                          |
| 1992–1993 | The Jackie Thomas Show                | Bobby Wynn              | 18 episodes                                                                         |
| 1993      | Roseanne                              | Pete                    | Episode: "A Stash from the Past"                                                    |
| 1994      | The Good Life                         | Video Clerk             | Episodes: "Paul Dates a Buddhist" and "John Takes Out Melissa"                      |
| 1994      | Hardball                              | Agent #1                | Episode: "Whose Strike Is It Anyway?"                                               |
| 1996      | The Louie Show                        | Dr. Jake Anderson       | 6 episodes                                                                          |
| 1996–1997 | Sabrina, the Teenage Witch            | Mr. Eugene Pool         | 26 episodes                                                                         |
| 1997      | Men Behaving Badly                    | Nelson                  | Episode: "The Sting"                                                                |
| 1997      | Ellen                                 | Peterson                | Episode: "G.I. Ellen"                                                               |
| 1998      | The Drew Carey Show                   | Worker #1               | Episode: "From the Earth to the Moon"                                               |
| 1999      | Freaks and Geeks                      | Alexander the Guitarist | Uncredited; Episode: "I'm with the Band"                                            |
| 2005      | Arrested Development                  | Magician                | Episode: "Sword of Destiny"                                                         |
| 2005      | Early Bird                            | Unknown                 | Television film                                                                     |
| 2009      | Nurse Jackie                          | Mr. Spagnolo            | Episode: "Monkey Bits"                                                              |
| 2013      | The Office                            | Animal Trainer          | Episode: "Stairmageddon"                                                            |
| 2014      | Maron                                 | Warren                  | Episode: "Therapy"                                                                  |
| 2014      | Hell's Kitchen                        | Sig selv                | Episode: "18 Chefs Compete"                                                         |
| 2017      | 9JKL                                  | Sig selv                | Episode: "Pilot"                                                                    |
| 2018      | The Joel McHale Show with Joel McHale | Sig selv                | 14 episodes                                                                         |
| 2020      | Zoey's Extraordinary Playlist         | Dale                    | Episode: "Zoey's Extraordinary Mother"                                              |